# Demdike Stare
Demdike Stare (DDS) ist der Bandname des Musiker-Duos Sean Canty und Miles Whittaker. Das seit 2009 in den Genres Dark Ambient, Dub-Techno und elektronische Musik Alben und EPs veröffentlichende Projekt ist in Manchester ansässig.

## Bandgeschichte
Der Diskjockey und Betreiber des Retro-Labels Finders Keepers, Sean Canty, und der Musikproduzent Miles Whittaker gründeten 2009 ihr gemeinsames Projekt Demdike Stare gründeten und publizierten selben Jahr ihr erstes Album Symbiosis. Von Beginn an arbeiteten sie mit dem ortsansässigen Independent-Plattenlabel Modern Love Records zusammen, einer gewichtigen Adresse für britischen Dubtechno. Den Namen Demdike Stare wählten sie als schwarzhumorige Verbeugung vor Elizabeth Southern, genannt Mother Demdike, die 1622 im Kerker umgekommene Anführerin der „Pendle Witches“ aus Lancastershire. Sie produzierten neue Vertonungen zu historischen Horrorfilmen, die gelegentlich auch live aufgeführt wurden. Die Getty-Stiftung in Los Angeles buchte DDS im September 2016 als Performance Act für die Ausstellung London Calling: Bacon, Freud, Kossoff, Andrews, Auerbach, and Kitaj.
2015 traten sie in Utrecht, Amsterdam, Graz, auf dem Jetztmusik Festival in Mannheim und im Berghain in Berlin auf. 2016 folgte eine Reihe von Auftritte in Europa, Russland und den USA. Ihr 2016 veröffentlichtes Album Wonderland bietet erstmals Dancefloor-taugliche Tracks. Mit dem Album Passion (2018) setzen sie ihrem musikalischen Forschungsdrang neue Glanzlichter.

## Diskografische Anmerkungen
Studioalben
- Liberation Through Hearing (Modern Love, 2010)
- Voices of Dust (Modern Love, 2010)
- Wonderland (Modern Love, 2016)
- Passion (Modern Love, 2018)

Compilationalben
- Symbiosis (Modern Love, 2009)
- Tryptych (Modern Love, 2011)
- Elemental (Modern Love, 2012)

Extended Plays
- Forest of Evil (Modern Love, 2010)
- Elemental Parts One & Two: Chrysanthe & Violetta (Modern Love, 2011)
- Elemental Part Three: Rose (Modern Love, 2012)
- Elemental Part Four: Iris (Modern Love, 2012)

Singles
- Testpressing #001 (Modern Love, 2013)
- Testpressing #002 (Modern Love, 2013)
- Testpressing #003 (Modern Love, 2013)
- Testpressing #004 (Modern Love, 2013)
- Testpressing #005 (Modern Love, 2014)
- Testpressing #006 (Modern Love, 2014)
- Testpressing #007 (Modern Love, 2015)

## Belege
1. ↑  siehe Discogs Info
2. ↑  „London Calling“
3. ↑  Saturdays Off the 405: Demdike Star, Getty Center Los Angeles, abgerufen am 15. Januar 2017.
4. ↑  Tourdaten von Demdike Stare Live-Gigs, Resident Advisor
5. ↑  Demdike Stare: Gänsehaut auf, Schuhe aus, Besprechung in Der Standard vom 13. Jänner 2017, abgerufen am 15. Januar 2017.
6. ↑  John Twells: How Demdike Stare traded darkness for dancefloor naivety on Wonderland, Duo-Porträt im Fact Magazine anlässlich des Wonderland-Albums, abgerufen am 8. Januar 2019 (engl.)
7. ↑  Demdike Stare: Passion, Rezension auf Pitchfork Media vom 15. November 2018, abgerufen am 12. Dezember 2018.